# Valentin Wolff
Valentin Wolff, född 1704 i Stockholm, död 1770, var en svensk läkare.
Wolff blev medicine doktor i Tyskland, var provinsialläkare i Västmanland 1737–1750 och 1754–1764, läkare vid Sätra brunn 1739–1749, amiralitetsmedikus i Stockholm 1750–1754 och stadsfysikus i Sala stad 1764–1767. Han utgav Späda barns nödiga ans och skötsel, alla christeliga föräldrar åliggande (1755).